# Ida Nielsen
Ida Kristine Nielsen (født 1975) er en dansk bassist, som også arbejder under navnene BassIda og Ida Funkhouser.
Hun spiller i det belgiske world-band Zap Mama og blev i september 2010 engageret som bassist til Prince's turné med New Power Generation, som bl.a. var hovednavnet ved NPG Music & Art Festival 6. -7.august 2011 i København.
Hun fungerer desuden som testmusiker for den danske musikelektronikfabrikant TC Electronic 
og har i den egenskab medvirket i salgsmesser og i flere af firmaets salgsvideoer.
Ida Nielsen er fra Randersegnen og har en uddannelse fra Det Jyske Musikkonservatorium i Århus.
Hun har arbejdet i det århusianske musikmiljø i bl.a. bandet Indigo Sun,
har medvirket på album, bl.a. Jakob Elvstrøms Saxclub og har været på turné med Michael Learns To Rock.
Hun spiller ofte funk med bl.a. slapbas teknik.
Hendes CD fra 2007, Marmelade er udgivet under navnet BassIda.

## Diskografi

### Album
- 2008 – Marmelade
- 2011 – Sometimes A Girl Needs Some Sugar Too
- 2016 – Turnitup
- 2019 – Time 2 Stop Worrying
- 2020 – 02022020

## Eksterne link
1. Ida Nielsen - official website
2. Ida Nielsens MySpace profil

## Henvisning
1. ↑  Ole Rosenstand Svidt (2010). "Prince på turné med dansk bassist". Gaffa. Arkiveret fra originalen 8. oktober 2010. Hentet 10. oktober 2010.
2. ↑  "BassIda". Arkiveret fra originalen 23. januar 2013. Hentet 11. oktober 2010.
3. ↑  Henrik Vesterberg (6. oktober 2010). "Portræt: Randerspigen der skal spille med Prince". politiken.dk.